# 平松良洋
平松 良洋（ひらまつ よしひろ、1941年 - ）は東京都生まれ、現在、独立行政法人福祉医療機構福祉経営専門委員や社会福祉法人杉樹会理事、株式会社新環境設計取締役会長をつとめる
日本の建築家。東京都建築士事務所協会常任理事・文京支部副支部長。日本建築家協会登録建築家。日本建築学会、東京建築士会、医療福祉建築協会各会員。
代表作に武蔵野障害者総合センター（1993年）特別養護老人ホーム｢森の小径｣（1996年）カフェレストラン 茶居花（2002年、街並景観賞）など。
1964年 日本大学理工学部建築学科卒業。1966年 日本大学大学院建設工学専攻修士課程修了。1966年 西松建設本社建築設計部に配属され建築設計実務に携わる。1969年 新環境建築事務所（1級建築士事務所） 東京都港区に共同開設。1970年 新環境設計事務所を法人化し取締役就任。
1991年 東京都千代田区に本社を移転し新環境設計に社名変更。代表取締役就任。
1998年 千葉県医療技術大学校 作業療法学科　非常勤講師。1998年 独立行政法人福祉医療機構（旧 社会福祉・医療事業団）福祉医療経営専門委員・建築設計関係担当。